# Wolfgang M. Werner
Wolfgang Michael Werner (* 3. August 1946 in Marburg) ist ein deutscher Prähistoriker und Denkmalpfleger.

## Leben
Wolfgang Werner wuchs hauptsächlich in Hamburg auf. Nach der Schule zog er nach Antwerpen (Belgien), wo er nach einer kaufmännischen Ausbildung in einem Unternehmen für den Handel in Südosteuropa verantwortlich war. Daher verlegte er seinen beruflichen Schwerpunkt dann bald von Ljubljana nach Bukarest. Später kehrte er nach Deutschland zurück, machte auf dem zweiten Bildungsweg das Abitur und nahm in Hamburg an der Universität das Studium der Vor- und Frühgeschichte, Klassischen Archäologie, Geografie und Völkerkunde auf, das er 1982 mit der Dissertation über „Eisenzeitliche Trensen an der unteren und mittleren Donau“ abschloss.

## Schaffen
Noch während des Studiums machte er eine Ausbildung als Buchhändler.
Nach dem Studium arbeitete er für die archäologische Denkmalpflege in Hamburg und ging dann als Assistent zu Kurt Schietzel an das Archäologische Landesmuseum Schleswig-Holsteins in Schloss Gottorf. Dort wechselte er in die Denkmalpflege zum Archäologischen Landesamt als Stellvertreter von Joachim Reichstein. Von dort ging er für das Landesdenkmalamt Baden-Württemberg 1986 an das Ulmer Museum. Die Arbeit im Ulmer Museum führte zu einem engen Kontakt mit der archäologischen Denkmalpflege des Landes Baden-Württemberg.
Neben der Denkmalpflege befasste Werner sich intensiv mit der damals neuen Technik der Personal-Computer.
Als Mitte der 1980er Jahre im Landesdenkmalamt Baden-Württemberg unter dem damaligen Landesarchäologen und Abteilungsleiter Dieter Planck die erste Stelle für einen Archäologen mit EDV-Kenntnissen in Deutschland geschaffen wurde, konnte er von seinen EDV-Erfahrungen profitieren (so von der schon früher von ihm eingerichteten ersten WEB-Site für Denkmalpflege/Archäologie in Deutschland) und wurde erster entsprechender Sachbearbeiter.
Unter seiner Mitwirkung führte das damalige Landesdenkmalamt Baden-Württemberg im Jahr 2002 flächendeckend EDV ein. Die anfangs geplante Datenbanklösung mit Großrechnern wie beim Rheinischen Landesmuseum in Bonn konnte er durch ein eigenes Datenbanksystem auf Basis von Personal-Computern ersetzen.
Dieses System der ADAB (Archäologische Datenbank) startete 1988 in Baden-Württemberg als Client-Server-Anwendung und wurde seitdem stetig weiterentwickelt. 1995 erfolgte die Übernahme des Systems für die Bau- und Kunstdenkmalpflege unter Beibehaltung des eingeführten Namens „ADAB“ (Allgemeine Denkmaldatenbank). Mit dem Jahrtausendwechsel begannen die Planung für die Portierung des Systems auf die Internettechnologie. Inzwischen ist die Anwendung ein komplexes Informationssystem mit einer starken GIS-Komponente, das als Webanwendung ADABweb zur Verfügung steht. Seit 2006 wird ADABweb gemeinsam mit dem Land Niedersachsen und dem Kooperationspartner Interactive-Instruments GmbH Bonn weiter entwickelt. Ende August 2011 ging Werner in den Ruhestand.

## Veröffentlichungen
- Pferdetrensen aus Südosteuropa: Eine Übersicht. In: Archäologisches Korrespondenzblatt. Bd. 15 (1985), Heft 4, S. 463–479.
- Klappschemel der Bronzezeit. In: Germania. Bd. 65 (1987), S. 29–65.
- Wege zu vorgeschichtlichen Grabhügeln in Hanerau-Hademarschen. Wachholtz, Neumünster 1988, ISBN 3-529-01752-3.
- Eisenzeitliche Trensen an der unteren und mittleren Donau. Beck, München 1988, ISBN 3-406-31891-6 (= Dissertation; online).
- ADAB – Archäologische Datenbank des Landesdenkmalamtes Baden-Württemberg. In: Deutsches Nationalkomitee für Denkmalschutz (Hrsg.): Denkmalpflege und computerunterstützte Dokumentation und Information. Bonn 1992, S. 26–30.
- Schutzzonen in Baden-Württemberg und die Allgemeine Denkmaldatenbank ADAB. In: Archäologie und Computer. Wien 1997, ISBN 3-9500492-1-5, S. 9 f.

| Personendaten    | Personendaten                                 |
| ---------------- | --------------------------------------------- |
| NAME             | Werner, Wolfgang M.                           |
| ALTERNATIVNAMEN  | Werner, Wolfgang Michael (vollständiger Name) |
| KURZBESCHREIBUNG | deutscher Prähistoriker und Denkmalpfleger    |
| GEBURTSDATUM     | 3. August 1946                                |
| GEBURTSORT       | Marburg                                       |